# ۷۳۱ (خورشیدی)
۷۳۱ هفتصد و سی و یکمین سال هجری خورشیدی است.